# Naatu Naatu
Naatu Naatu est un single de M.M. Keeravani featuring Rahul Sipligunj et Kaala Bhairava,  extrait de l'album RRR, bande originale du film homonyme. La chanson a remporté l'Oscar de la meilleure chanson originale dans l'édition 2023, ce qui en fait la première chanson indienne à remporter ce prix. Les paroles de la chanson sont en télougou et le titre, naatu naatu, fait référence à la culture rurale locale.

## Récompenses
La chanson a été nommée pour une variété de prix, y compris le Golden Globe de la meilleure chanson originale et l'Oscar de la meilleure chanson originale, remportant ce dernier. Il a également remporté le Critics' Choice Movie Award de la meilleure chanson originale.